# Nerax bilineatus
Nerax bilineatus là một loài ruồi trong họ Asilidae. Nerax bilineatus được Wulp miêu tả năm 1882. Loài này phân bố ở vùng Tân nhiệt đới.